# Cixi (Zhejiang)
Pour les articles homonymes, voir Cixi (homonymie).
Cixi (慈溪 ; pinyin : Cíxī) est une ville de la province du Zhejiang en Chine. C'est une ville-district placée sous la juridiction administrative de la ville-préfecture de Ningbo.

## Démographie
La population du district était de 1 010 078 habitants en 1999.

## Personnalités liées à la ville
- Yu Qiuyu (1946-), écrivain chinois.